# Desmiphora antennalis
Desmiphora antennalis là một loài bọ cánh cứng trong họ Cerambycidae.